# Armée d'Italie (1859)
Pour les articles homonymes, voir Armée d'Italie (homonymie).
L'armée d'Italie est une armée française commandée par l'empereur Napoléon III pendant la campagne d'Italie menée en soutien au royaume de Sardaigne contre l'empire d'Autriche.

## Historique
L'armée est formée le 24 avril 1859 sous le nom d'armée des Alpes (presque aussitôt renommée armée d'Italie), à quatre corps d'armée plus la Garde impériale. Le IIe corps est mis sur pied par l'armée d'Afrique stationnée en Algérie.
Après l'armistice du 7 juillet, l'armée d'Italie commence le 15 son retour. Une armée reste en observation en Lombardie sous le commandement du maréchal Vaillant, gardant les deux divisions du Ve corps et les 3e divisions des Ier, IIIe et IVe corps. Le reste des unités est dirigé sur Paris, sauf les 3e bataillons de chaque régiment d'infanterie qui rejoignent directement leur garnison.
Rassemblées au camp de Saint-Maur, les unités dirigées sur Paris fait leur entrée solennelle le 14 août avant de repartir dans leurs garnisons.

## Composition
L'armée d'Italie, commandée par Napoléon III, est constituée de six corps d'armées.
Le major-général de l'armée est d'abord le maréchal Randon, remplacé le 5 mai par le maréchal Vaillant.
Sauf contre-indication, les régiments d'infanterie ont trois bataillons, les régiments de cavalerie trois escadrons et les batteries six canons. Les régiments, qui devaient être renforcés par le rappel des hommes en congé selon un décret du 21 avril 1859, sont engagés avec leur effectif de temps de paix. Les renforts n'arrivent finalement qu'après la bataille de Solférino.

### Garde impériale
Commandant : général Regnaud de Saint-Jean d'Angély.
- 1re division - général Mellinet
  - 1re brigade - général Clerc[9] puis Niol (it)[7]
    - Régiment de zouaves de la Garde impériale (2 bataillons)
    - 1er régiment de grenadiers de la Garde impériale

  - 2e brigade - général de Wimpfell[9] puis Blanchard
    - 2e régiment de grenadiers de la Garde impériale
    - 3e régiment de grenadiers de la Garde impériale

  - 3e et 4e batteries du régiment d'artillerie de la Garde impériale[10]
- 2e division - général Camou[7]
  - 1re brigade - général Manèque
    - Bataillon de chasseurs à pied de la Garde impériale
    - 1er régiment de voltigeurs de la Garde impériale
    - 2e régiment de voltigeurs de la Garde impériale

  - 2e brigade - général Decaen[9] puis Picard
    - 3e régiment de voltigeurs de la Garde impériale
    - 4e régiment de voltigeurs de la Garde impériale

  - 5e et 6e batteries du régiment d'artillerie de la Garde impériale[10]
- Division de cavalerie - général Morris[7]
  - 1re brigade - général Marion
    - 1er régiment de cuirassiers de la Garde impériale
    - 2e régiment de cuirassiers de la Garde impériale

  - 2e brigade - général de Champeron
    - Régiment de dragons de l'Impératrice
    - Régiment de lanciers de la Garde impériale

  - 3e brigade - général de Cassaignolles
    - Régiment de chasseurs à cheval de la Garde impériale
    - Régiment de guides de la Garde impériale

  - 3e et 4e batteries du régiment d'artillerie à cheval de la Garde impériale[10]
- Artillerie de corps : douze canons[7]
- Deux compagnies du génie de la Garde impériale[9]
- 1er et 2e équipages du train de la Garde impériale[9]

### Iercorps
Maréchal Baraguey d'Hilliers.
- 1re division - général Forey[7]
  - 1re brigade - général Beuret[11] puis Dieu
    - 17e bataillon de chasseurs à pied
    - 74e régiment d'infanterie de ligne
    - 84e régiment d'infanterie de ligne

  - 2e brigade - général Blanchard puis d'Alton
    - 91e régiment d'infanterie de ligne
    - 98e régiment d'infanterie de ligne

  - Artillerie et génie[11],[12] :
    - 6e batterie du 8e régiment d'artillerie montée
    - 14e batterie du 10e régiment d'artillerie montée
    - 3e compagnie du 2e bataillon du 2e régiment du génie (mai)[11],[13] puis 1re compagnie du 2e bataillon du 1er régiment du génie (juin)[12]
    - 2e compagnie du 1er escadron du train des équipages
- 2e division - général de Ladmirault[7]
  - 1re brigade - général Niol[11] puis Douay
    - 10e bataillon de chasseurs à pied
    - 15e régiment d'infanterie de ligne
    - 21e régiment d'infanterie de ligne

  - 2e brigade - général de Négrier
    - 61e régiment d'infanterie de ligne
    - 100e régiment d'infanterie de ligne

  - Artillerie et génie[12],[14] :
    - 15e batterie du 10e régiment d'artillerie montée
    - 7e batterie du 11e régiment d'artillerie montée
    - 5e compagnie du 1er bataillon du 1er régiment du génie
    - 1re compagnie du 5e escadron du train des équipages
- 3e division - général Bazaine[7]
  - 1re brigade - général Goze
    - 1er régiment de zouaves
    - 33e régiment d'infanterie de ligne
    - 34e régiment d'infanterie de ligne

  - 2e brigade - général Dumont
    - 37e régiment d'infanterie de ligne
    - 78e régiment d'infanterie de ligne

  - Artillerie et génie[12],[15] :
    - 12e batterie du 12e régiment d'artillerie montée
    - 9e batterie du 13e régiment d'artillerie montée
    - 6e compagnie du 2e bataillon du 1er régiment du génie
    - 2e compagnie du 3e escadron du train des équipages
- Division de cavalerie - général Desvaux[7]
  - 1re brigade - général de Planhol
    - 5e régiment de hussards
    - 1er régiment de chasseurs d'Afrique

  - Brigade de Forton
    - 2e régiment de chasseurs d'Afrique
    - 3e régiment de chasseurs d'Afrique

  - 8e batterie du 16e régiment d'artillerie à cheval[12]
- Artillerie de corps[15] :
  - 11e batterie du 8e régiment d'artillerie montée
  - 8e batterie du 9e régiment d'artillerie montée
  - 17e batterie principale du 5e régiment d'artillerie à pied

### IIecorps
Commandé par le général Patrice de Mac Mahon (nommé maréchal de France après Solférino).
- 1re division - général de La Motterouge[7]
  - 1re brigade - général Lefèvre
    - Régiment provisoire de tirailleurs algériens
    - 45e régiment d'infanterie de ligne

  - 2e brigade - général de Polhes[16] puis colonel Douay
    - 65e régiment d'infanterie de ligne
    - 70e régiment d'infanterie de ligne

  - Artillerie et génie[12] :
    - 12e batterie du 7e régiment d'artillerie montée
    - 11e batterie du 11e régiment d'artillerie montée
    - 4e compagnie du 2e bataillon du 1er régiment du génie[12] ou du 2e régiment du génie[16],[17]
    - 2e compagnie du 5e escadron du train des équipages[16]
- 2e division - général Espinasse[18] (tué à Magenta) puis Decaen
  - 1re brigade - général Gault
    - 11e bataillon de chasseurs à pied
    - 71e régiment d'infanterie de ligne
    - 72e régiment d'infanterie de ligne

  - 2e brigade - général de Castagny[19]
    - 2e régiment de zouaves
    - 1er régiment étranger (passe en garnison à Milan[20])
    - 2e régiment étranger

  - Artillerie et génie[19],[18] :
    - 2e batterie du 9e régiment d'artillerie montée
    - 13e batterie du 13e régiment d'artillerie montée
    - 2e compagnie du 2e bataillon du 1er régiment du génie
- Brigade de cavalerie  - général Gaudin de Villaine
  - 4e régiment de chasseurs à cheval
  - 7e régiment de chasseurs à cheval
- Artillerie de corps[21] :
  - 11e batterie du 10e régiment d'artillerie montée
  - 14e batterie du 11e régiment d'artillerie montée
  - 3e et 6e batterie du 14e régiment d'artillerie à cheval
  - 16e batterie principale du 2e régiment d'artillerie à pied

### IIIecorps
Commandé par le maréchal Canrobert
- 1re division - général Renault[7] (venue d'Algérie[20])
  - 1re brigade - général Picard puis Doëns
    - 8e bataillon de chasseurs à pied
    - 23e régiment d'infanterie de ligne
    - 90e régiment d'infanterie de ligne

  - Brigade Jannin
    - 41e régiment d'infanterie de ligne
    - 56e régiment d'infanterie de ligne

  - Artillerie et génie[19] :
    - 9e batterie du 8e régiment d'artillerie montée
    - 11e batterie du 12e régiment d'artillerie montée
    - 3e compagnie du 1er bataillon du 3e régiment du génie[19]  (ou du 2e régiment du génie[22])
    - 1re compagnie du 4e escadron du train des équipages[22]
- 2e division - général Trochu[7]
  - 1re brigade - général Bataille
    - 19e bataillon de chasseurs à pied
    - 43e régiment d'infanterie de ligne
    - 44e régiment d'infanterie de ligne

  - 2e brigade - général Collineau
    - 64e régiment d'infanterie de ligne
    - 88e régiment d'infanterie de ligne

  - Artillerie et génie[19] :
    - 7e batterie du 7e régiment d'artillerie montée
    - 10e batterie du 8e régiment d'artillerie montée
    - 5e compagnie du 1er bataillon du 3e régiment du génie (mai)[23],[24] puis 7e compagnie du 2e bataillon du 3e régiment du génie (juin)[19]
    - 3e compagnie (ou 5e ?[23]) du 4e escadron du train des équipages[24]
- 3e division - général Bourbaki[7]
  - 1re brigade - général Vergé
    - 18e bataillon de chasseurs à pied
    - 11e régiment d'infanterie de ligne
    - 14e régiment d'infanterie de ligne

  - 2e brigade - général Ducrot
    - 46e régiment d'infanterie de ligne
    - 59e régiment d'infanterie de ligne

  - Artillerie et génie[24] :
    - 7e batterie du 9e régiment d'artillerie montée
    - 12e batterie du 11e régiment d'artillerie montée
    - 1re compagnie du 1er bataillon du 2e régiment du génie
    - 1re compagnie du 2e escadron du train des équipages
- Division de cavalerie - général Partouneaux[25]
  - 1re brigade - général de Clérambault
    - 2e régiment de hussards
    - 7e régiment de hussards

  - 2e brigade - général Dalmas de Lapérouse[26] puis de Labareyre
    - 1er régiment de lanciers
    - 4e régiment de lanciers

  - 6e batterie du 15e régiment d'artillerie à cheval
- Artillerie de corps[26] :
  - 5e et 8e batteries du 7e régiment d'artillerie montée
  - 3e et 7e batteries du 17e régiment d'artillerie à cheval
  - 17e batterie principale du 1er régiment d'artillerie à pied

### IVecorps
Commandé par le général Niel
- 1re division - général de Luzy[25]
  - 1re brigade - général C. Douay
    - 5e bataillon de chasseurs à pied
    - 30e régiment d'infanterie de ligne
    - 49e régiment d'infanterie de ligne

  - 2e brigade - général Lenoble
    - 6e régiment d'infanterie de ligne
    - 8e régiment d'infanterie de ligne

  - Artillerie et génie[27] :
    - 13e batterie du 12e régiment d'artillerie montée
    - 7e batterie du 13e régiment d'artillerie montée
    - 5e compagnie du 5e bataillon[27] (ou 3e compagnie du 1er bataillon[28]) du 1er régiment du génie
- 2e division - général Vinoy[25]
  - 1re brigade - général de Martimprey puis Capriol
    - 6e bataillon de chasseurs à pied
    - 52e régiment d'infanterie de ligne
    - 73e régiment d'infanterie de ligne

  - 2e brigade - général de Lacharrière
    - 85e régiment d'infanterie de ligne
    - 86e régiment d'infanterie de ligne

  - Artillerie et génie[27] :
    - 12e batterie du 8e régiment d'artillerie montée
    - 9e batterie du 9e régiment d'artillerie montée
    - 6e compagnie du 1er bataillon du 1er régiment du génie[27] (ou 7e compagnie du 2e bataillon du 3e régiment du génie[29])
- 3e division - général de Failly[25]
  - 1re brigade - général O'Farrel
    - 15e bataillon de chasseurs à pied
    - 2e régiment d'infanterie de ligne
    - 53e régiment d'infanterie de ligne

  - 2e brigade - général Saurin
    - 55e régiment d'infanterie de ligne
    - 76e régiment d'infanterie de ligne

  - Artillerie et génie[27],[30] :
    - 7e batterie du 10e régiment d'artillerie montée
    - 12e batterie du 13e régiment d'artillerie montée
    - 3e compagnie du 2e bataillon du 3e régiment du génie
- Brigade de cavalerie - général Richepance (it)[30] puis de Rochefort[25]
  - 2e régiment de chasseurs à cheval
  - 10e régiment de chasseurs à cheval
- Artillerie de corps[30] :
  - 15e batterie du 12e régiment d'artillerie montée
  - 10e batterie du 12e régiment d'artillerie montée
  - 2e et 5e batteries du 15e régiment d'artillerie à cheval
  - 18e batterie principale du 3e régiment d'artillerie à pied

### Vecorps
Commandé par le Prince Napoléon
- 1re division - général d'Autemarre[25]
  - 1re brigade - général Neigre
    - 3e régiment de zouaves
    - 75e régiment d'infanterie de ligne
    - 89e régiment d'infanterie de ligne

  - 2e brigade - général Corréard
    - 93e régiment d'infanterie de ligne
    - 99e régiment d'infanterie de ligne

  - Génie[31] :
    - 2e compagnie du 1er bataillon du 2e régiment du génie
- 2e division - général Uhrich[25]
  - 1re brigade - général Grandchamp
    - 14e bataillon de chasseurs à pied
    - 18e régiment d'infanterie de ligne
    - 26e régiment d'infanterie de ligne

  - 2e brigade - général Cauvin du Bourguet
    - 80e régiment d'infanterie de ligne
    - 82e régiment d'infanterie de ligne

  - Génie[32] :
    - 3e compagnie du 1er bataillon du 3e régiment du génie
- Brigade de cavalerie - général de Lapeyrouse[32]
  - 2e régiment de chasseurs à cheval[25]
  - 10e régiment de chasseurs à cheval[25]
- Artillerie de corps : non arrivée en Italie[25]